# Dorfkirche Söllmnitz

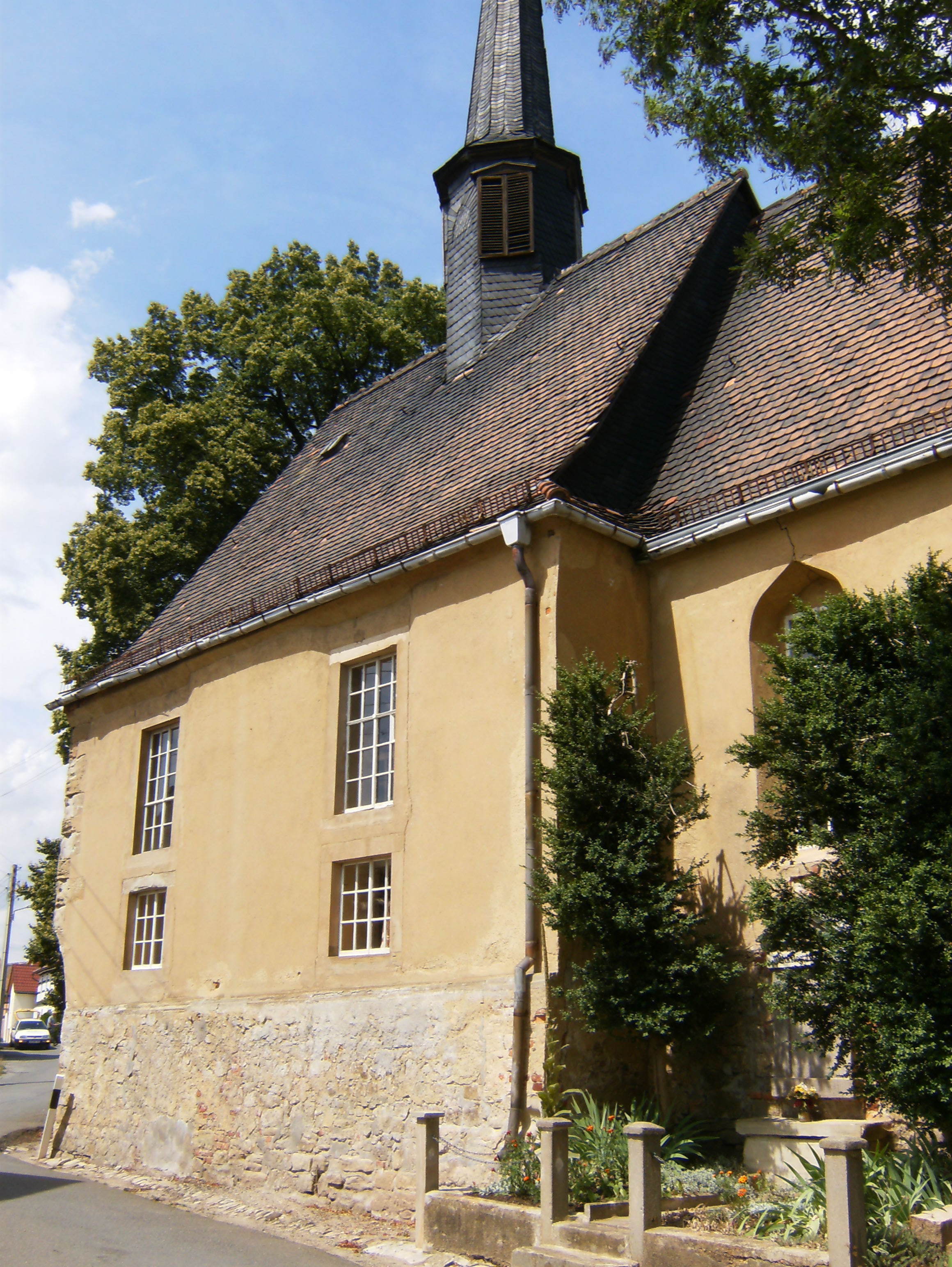
Die Kirche

Die evangelische Dorfkirche Söllmnitz steht im Ortsteil Söllmnitz der kreisfreien Stadt Gera in Thüringen. Sie gehört zur Kirchengemeinde Pölzig, Dorna, Röpsen und Roschütz im Kirchenkreis Gera der Evangelischen Kirche in Mitteldeutschland.

## Geschichte

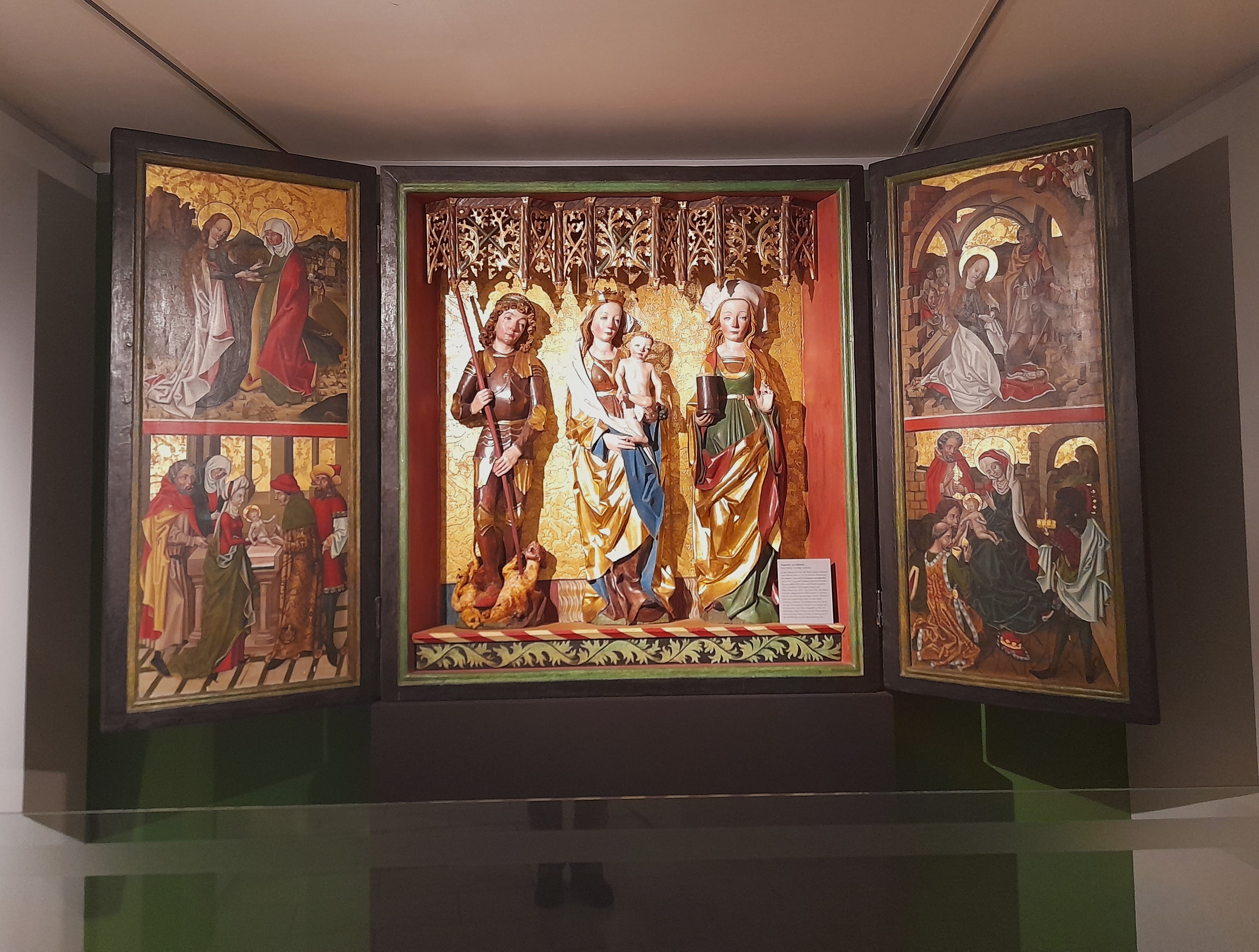
Flügelaltar aus Söllmnitz im Stadtmuseum Gera

Im 16. Jahrhundert wurde die Saalkirche mit südlich eingezogenem polygonale geschlossenen Chor gebaut. Am Chor sind Fenster ohne Maßwerk mit flachen Spitzbögen und Strebepfeilern angebracht. Auf dem Dach des Kirchenschiffes befindet sich der Dachreiter. Im Raum der Kirche sind dreiseitige Emporen und Gestühl eingebaut. Im Gotteshaus befindet sich eine Orgel. Der von Peter Breuer geschaffene Flügelaltar befindet sich heute im Stadtmuseum Gera.
2001 war eine Notsicherung des Dachreiters erforderlich.